# Kvarns bruk
Kvarn är ett före detta järnbruk, en herrgård och en militär förläggningsort i Kristbergs socken, norr om Borensberg, Motala kommun, Östergötlands län. 

## Ortens namn
I den äldsta källan, 1535 års räkenskapslängder, stavas Kvarn "Quern". I ett brev från Gustav Vasa 31 mars 1558 stavas orten Qvärn. I Vadstena stads äldsta tänkeböcker omtalas 1582 "Erich Larsonn i Quarn". På 1642 års geometriska karta över Kvarn (Qwarn) finns förutom en mjöl-kvarn också en "sågeqwarn", det vill säga en vattendriven såg. Ännu in på 1900-talet var stavningen Qvarn.

## Bruket
Kvarns bruk, beläget vid den del av Finspångsån som kallas Kvarnsån, fick sina privilegier redan 1640. Nicolaus Basilier (död 1679), arrendator på Kungs Norrby, strax öster om Borensberg i Brunneby socken beviljades då rätt att uppföra en knipphammare, men förefaller aldrig ha utnyttjat denna rättighet. Däremot anlade Basilier 1639 en knipphammare vid Näs, en bit öster om Borensberg och inte långt från Kungs Norrby. 
Ännu 1674 var hammaren vid Kvarn "obyggd". Inte heller 1765 fanns någon knipphammare vid Kvarn. Någon gång efter 1681 startades istället stångjärnsproduktion av Daniel Mathon, tidigare bokhållare vid Finspångs bruk. Denne hade 1676 köpt Kvarns egendom av Jean De Geer på Godegårds bruk (född 1632 i Amsterdam som Louis de Geers yngste son).
Tre generationer Victorin var brukspatroner på Kvarn. Den förste var Johan Victorin (1674–1757), gift med Sara Elisabeth Mathon (1681–1726), dotter till Daniel Mathon. Johan Victorin köpte bruket 1705. Efter hans död 1757 och fram till 1828 innehades bruket av sonen Johan Carl Victorin (1744–1828). Åren 1794–1797 ägde denne även Karlströms bruk, det andra järnbruket i Kristbergs socken. Från 1828 och fram till sin död 1857, då Kvarns bruk lades ned, var Per Henric Victorin (1790–1857) ägare. 1857 beviljades för bruket nedläggning för alltid. Bruket hade då två härdar.

## Smedsläkter med anknytning till Kvarns bruk
Exempel på smedsläkter med anknytning till Kvarn är Allard, Bergling, Bock, Goding, Swartling, Toll och Qvarfordt.

## Herrgården
Huvudartikel: Kvarns herrgård
Till bruks- och lantegendomen hörde Kvarns herrgård. Från 1857 ägdes Kvarn av Per Henric Victorins son vice häradshövdingen Carl Henric Victorin (1832–1866). Dennes bror Johan Fredrik Victorin hann bli en framstående zoolog och forskningsresande i Afrika (Kaplandet) trots att han avled då han endast var 24 år gammal. Carl Henric Victorins sonson var författaren, översättaren och filmregissören Harald Victorin, född 1889 i Kristbergs socken (död 1960, i Danderyd).  
Carl Henric Victorins son Johan Karl Victorin (död 1917) sålde den till Kvarn tillhöriga egendomen Älgmyra (som han ärvt och brukat) till sin svåger, vice häradshövdingen Pehr Orre (1851–1931), gift med Henny Victorin (1864–1905). När Henny (dotter till Carl Henric Victorin) avled 1905 hade QKvarn varit i Victorinarnas ägo i exakt 200 år. 
Under Orres tid tid vistades konstnären och fotografen Didrik von Essen (1856–1922) på Kvarn där han vid en ombyggnad av herrgården utförde dekorationsarbeten. Östergötlands länsmuseums fotodatabas rymmer flera av von Essens foton från Kvarn.     
Kvarns egendom inrymde bland annat mejeri och kvarn och under en tid även ett bränneri.

## Militär förläggningsort
Sedan 1963 är Kvarn säte för den militära skjutskola som fram till 1961 fanns i Rosersberg norr om Stockholm då den flyttades till Linköpings garnison och inordnades under Livgrenadjärregementet (I 4). Den 1 juni 2013 firades Försvarsmaktens 50-åriga verksamhet i Kvarn. Prästtomta skjutfält har under åren utökats till 7 500 hektar. Från början var skolans namn Infanteriets stridsskola (InfSS), från 1991 Arméns infanteri- och kavallericentrum, från 1995 Stridsskola Mitt och från 1999 Markstridsskolan i Kvarn (en annan del av Markstridsskolan finns i Skövde garnison). Dessutom utbildar Helikopterflottiljen värnpliktiga i Kvarn. Även Skaraborgs regemente (P 4) i Skövde har ett detachement i Kvarn och för utbildning av ett pansarskyttekompani. Från sommaren 2016 finns även ett brigadspaningskompani lokaliserat till Kvarn. Sveriges största anläggning för strid i bebyggelse finns sedan 2011 i Kvarn. Den inrymmer totalt 42 byggnader. Anläggningen, som heter Spång, är uppkallad efter en av de tidigare gårdarna på orten. Den innehåller en fiktiv stadskärna och är 500 x 500 meter stor. Hösten 2016 samövade finska och svenska soldater i träningsanläggningen.

## Samhället och trakten däromkring - den stora evakueringen av gårdar 1961
Innan Kvarn blev en militär förläggningsort fanns här ett samhälle med skola, postkontor, handel, festplats med mera. När skjutfältet etablerades vid 1960-talets början revs ett stort antal gårdar (bland andra Spångs och Bondeby herrgårdar) och torp på landsbygden norr och öster om samhället. En del av dem var uppkallade efter utländska orter såsom Leipzig, Lützen, Paris och Musko (Moskva). Sångaren, poeten och visdiktaren Mats Paulson har rötter i Musko genom sin morfar, snickaren Oskar Nilsson som innehade gården innan den införlivades med skjutfältet.  
När Prästtomta skjutfält 1961 utvidgades från 800 hektar till 6 000 hektar skog, åker och ängsmarker beräknades ett 80-tal familjer (sammanlagt cirka 400 personer) få överge sina gårdar. Dagens Nyheter skrev på förstasidan 17 februari 1961: "En av de största tvångsförflyttningar som ägt rum i Sverige i senare tider har nu tagit sin början". Rubriken var: "Hel bygd evakueras. 80 gårdar ödeläggs". Sedan utrymningen av gårdarna avslutats konstaterade TT att 56 lantbrukare med 259 familjemedlemmar (det vill säga sammanlagt 315 personer) fått lämna sina hem. Av lantbrukarna ägde 22 egna gårdar som staten inlöste. Till det kom 34  arrendatorer, varav 27 kronoarrendatorer på Gullbergs kronopark. TT betecknade utrymningen som "Den största svenska folkförflyttningen i modern tid".
Från Kristbergs socken utflyttade år 1960 24 personer och år 1961 cirka 75 personer till följd av skjutfältets utvidgning. De sammanlagt cirka 100 personerna motsvarade drygt 7 procent av socknens folkmängd vid början av 1961.
När riksdagsbeslutet togs 2 december 1959 var motståndet mot utvidgningen stort i båda kamrarna. I första kammaren röstade 75 för och 52 mot. I andra kammaren var röstsiffrorna 112 respektive 74.
Från början fanns det planer på ett 17 000 hektar stort skjutfält i Borensbergs, Vreta kloster, Tjällmo och Hällestads kommuner. Meningen var att skjutfältet, förutom av Infanteriets skjutskola (InfSS), även skulle användas av Svea artilleriregemente (A 1) som var på väg att omlokaliseras från Järvafältet i Stockholm till Linköping. Om dessa planer hade förverkligats hade 525 personer tvingats flytta från sina gårdar.          
Kvar i samhället Kvarn finns bland annat soldattorpet Rosenberg med årtalet 1799 inmurat på ena gaveln.

## Bygdespelet "Gårdarna som försvann - från bruksbygd till stridsskola"
Det var en stor förändring för dem som brukade och bebodde de många gårdar som försvann när skjutfältet och stridsskolan anlades vid Kvarn. Sommaren 2014 uppförde Kulturföreningen Axet ett bygdespel i Borensbergs Folkets park till åminnelse av detta förlopp. Spelet tar avstamp i brukstiden med tvister mellan brukspatronerna Johan Victorin på Kvarns bruk och Gabriel Bergenstråhle på Karlströms bruk om vattentillförseln i den å i Kristbergs socken som de båda bruken var belägna vid.

## Försvarsmaktens väderstation i Kvarn
SMHIs väderdata från Kvarn kommer från Försvarsmaktens mätstation som ligger på Prästtomta skjutfält flera kilometer öster om Markstridsskolans huvudbyggnader i Kvarn. Mätplatsen är belägen latitud 58.6277 och longitud 15.4372 på 72 meters höjd över havet, norr om den forna gården Prästtomta.